# Lolium
Lolium és un gènere de plantes de la família de les poàcies, ordre de les poals, subclasse de les commelínides, classe de les liliòpsides, divisió dels magnoliofitins.

## Particularitats
El margall o raigràs són diverses espècies del gènere Lolium. Lolium multiflorum (margall italià) i Lolium perenne (margall anglès) són espècies conreades, mentre que Lolium rigidum i altres espècies són mala herba de nom comú "margall".
El margall italià és una gramínia anual rústega, agressiva, molt resistent al fred i no suporta la terra entollada, ella sola es resembra.
El margall anglès sí que aguanta les terres entollades i es pot tenir com a planta perenne.
Se sembren de març a juliol a 1 cm de fondària, separades uns 20 cm, utilitzant per a la sembra de 25 a 30 kg de llavor i amb 210 dies de durada del cicle. El rendiment en massa verda és de 30 a 60 tones per Ha, en massa seca de 2 a 6 tones i en llavors de 500 a 600 kg.
Constitueixen un bon farratge de zones temperades molt ben acceptat pels animals. Es poden utilitzar com adob verd, és a dir, per a ser colgat per a donar matèria orgànica al sòl. En secà només es conrea amb bons rendiments a la Catalunya humida (principalment a les comarques gironines).

## Taxonomia
Lolium L. va ser descrita per Carl von Linné (abreviació botànica: L.) i publicada a Species Plantarum 1: 83. 1753.

### Etimologia
Lolium: nom genèric donat per Virgili a una mala herba problemàtica.

### Espècies
Entre les espècies més comunes cal destacar:
- Lolium multiflorum Lam. - margall italià
- Lolium perenne L. - margall anglès
- Lolium rigidum Gaudin - margall dret
- Lolium temulentum L. - zitzània